# Vambrace

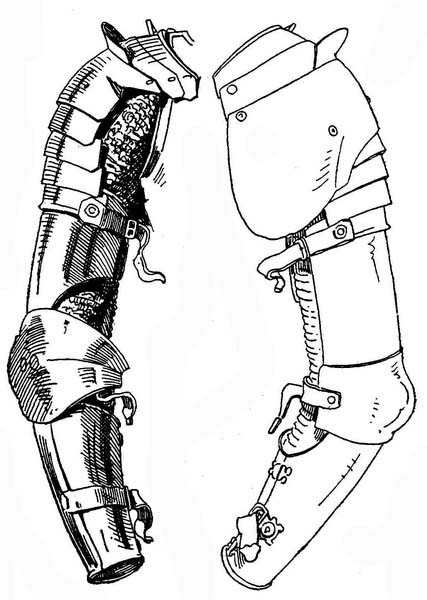
Armatura a piastre - diagramma degli apparati protettivi dell'arto superiore (dall'alto):
spallaccio, rebrace, cubitiera, vambrace.
Ill. di Wendelin Boeheim (1890).

Il vambrace (Canon d'avant-bras in lingua francese; На́ручи in russo, traslitterato Naruči; Zarękawie in lingua polacca) era la componente dell'armatura a piastre medievale preposta alla difesa passiva dell'avambraccio, in pratica l'equivalente per gli arti superiori di ciò che lo schiniere era per gli arti inferiori. Realizzato da una piastra di metallo (ferro prima ed acciaio poi - v. armatura gotica), veniva portato abbinato o no alla cubitiera, per la protezione del gomito, al rebrace ed al guanto d'arme.

## Storia
Come altre parti dell'armatura a piastre (fond. schiniere e corazza), il vambrace non fu un'invenzione degli armorari medievali.

Archetipo del vambrace fu certamente l'epipēkhýon, il bracciale in bronzo dell'oplita greco che copriva l'avambraccio esposto, cioè quello della mano che imbracciava l'arma, caduto in disuso concomitantemente alla falange oplitica, soppiantata dal sistema manipolare della legione romana (v. Battaglia di Pidna).
Nel corso del I secolo, il bisogno di meglio corazzare il legionario romano contro nemici pesantemente armati spinse verso lo sviluppo della lorica manica, un insieme di lamine di ferro articolate l'una all'altra come nella lorica segmentata che copriva interamente l'arto superiore, dalla spalla al polso. La manica sopravvisse sino all'Alto Medioevo come componente dell'equipaggiamento delle forze di cavalleria pesante tardo-antica, i catafratti, per finire poi sostituita dalle maniche in maglia di ferro dell'usbergo.
A partire dal XIII secolo, quando divenne necessario, per i milites medievali, implementare il loro apparato difensivo, il vambrace, congiuntamente allo schiniere ed alla corazza, venne riscoperto quale parte fondamentale dell'armatura e sovrapposto all'ancora imperante giaco di maglia metallica. Con la codifica dell'armatura a piastre, il vambrace divenne una delle componenti (le altre erano il rebrace per la protezione del braccio vero e proprio, la cubitiera che articolava tra loro vambrace e rebrace, ed il guanto d'arme), collegate le une alle altre, deputate alla protezione dell'arto superiore. Caratteristica distintiva dell'armatura destinata alle forze di cavalleria pesante, il blocco rebrace-cubitiera-vambrace-guanto d'arme passò dai cavalieri rinascimentali (v. Gendarmi) ai Corazzieri del XVI-XVII secolo, cadendo in disuso, come tutte le altre parti mobili assicurate dal blocco centrale della corazza, nel XVIII secolo.

Nelle terre dell'Europa Orientale (es. Regno di Polonia), ove la figura del cavaliere corazzato restò sempre legata al prototipo duecentesco dell'usbergo "misto", in maglia di ferro sulla quale di applicavano rinforzi in lamina o piastra metallica, il vambrace (v. - Zarękawie) restò sempre una componente da chiudersi sull'avambraccio indipendentemente dalla cubitiera e dal guanto d'arme.